# Antonius Geurts
Antonius Geurts   (Veldhoven, 29 de febrer de 1932 - Veldhoven, 5 d'octubre de 2017) fou un piragüista neerlandès que va competir durant la dècada de 1960 i que va disputar tres edicions dels Jocs Olímpics, el 1960, 1964 i 1968.
El 1964 va prendre part en els Jocs Olímpics de Tòquio on, fent parella amb Paulus Hoekstra, guanyà la medalla de plata en la competició del K-2, 1.000 metres del programa de piragüisme.